# Mosquée Sidi Lakhdar
La mosquée Sidi Lakhdar (en arabe : جامع سيدي لخضر) ou Djamâa Lakhdar est une mosquée historique située à Constantine, en Algérie.

## Histoire
La mosquée Sidi Lakhdar est située dans le quartier El-Djezzarine, elle est construite en 1743 par le bey Hassan Bey Bou-Hanek, qui est enterré dans cette mosquée après sa mort.
En 1913, le cheikh Abdelhamid Ben Badis y installe son séminaire, et fait de la mosquée le centre de sa fondation du Congrès musulman algérien (CMA).
En août 1934, la mosquée est au centre des violents affrontements entre les musulmans et les juifs de Constantine, après qu'un membre de la communauté juive, pris de boisson, urine sur le mur de la salle d'ablution de la mosquée. Cela provoque une atmosphère de tension entre les deux communautés de la ville, conduisant à l'émeute anti-juive de Constantine.

## Architecture
Elle se caractérise principalement par ses colonnes de marbre incurvées et ses admirables chapiteaux sculptés. Le sanctuaire de la mosquée, de forme rectangulaire, est situé au premier étage et on y accède par deux portes ouvertes dans le mur en face du mihrab et de son minbar en bois sculpté. Il a été classé en 1905 et sa décoration reste un témoin de l'histoire de sa construction à travers le toit et les colonnes en bois.

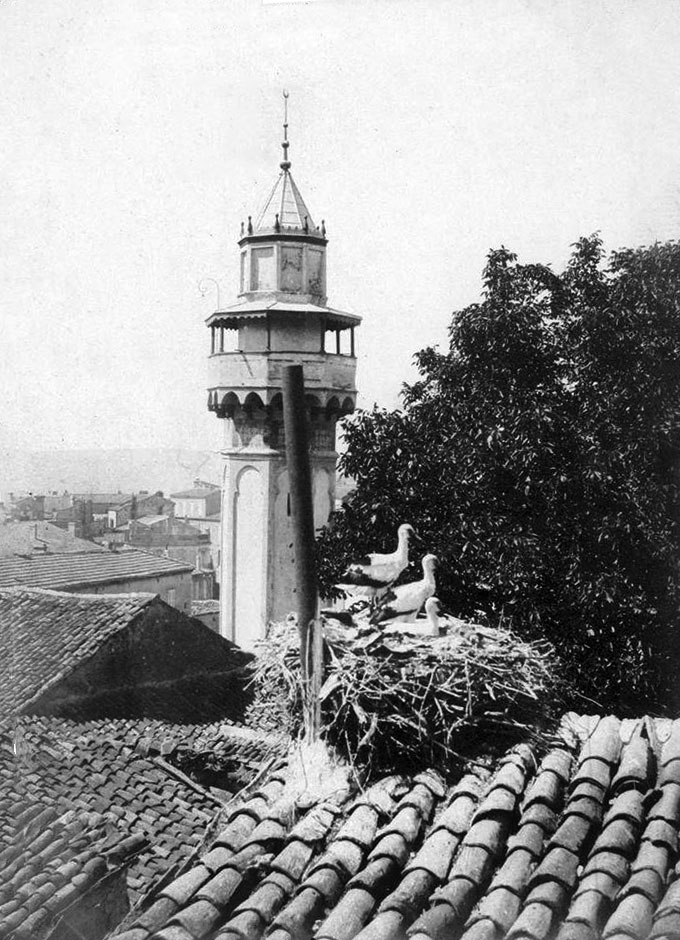
Minaret de la mosquée Sidi Lakhdar en 1900.
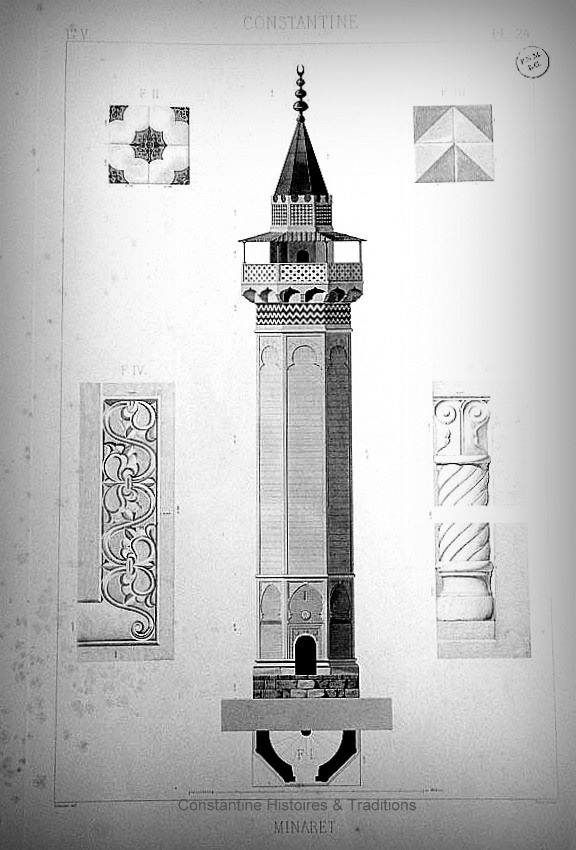
Le minaret de la mosquée Sidi Lakhdar 1846[5] (Architecture) par Amable Ravoisié.

## Réhabilitation
En 2014, des travaux de réhabilitation de la mosquée sont lancés dans le cadre de la manifestation « Constantine, capitale de la culture arabe 2015 ». Les travaux sont achevés en 2023.